# Xã New Lyme, Quận Ashtabula, Ohio
Xã New Lyme (tiếng Anh: New Lyme Township) là một xã thuộc quận Ashtabula, tiểu bang Ohio, Hoa Kỳ. Năm 2010, dân số của xã này là 1.116 người.